# Хавно, Магне
Магне Хавно (норв. Magne Havnå, 16 сентября 1963, Рисёр, Норвегия — 29 мая 2004, там же) — норвежский боксёр-профессионал, выступавший в первой тяжёлой (Cruiserweight) весовой категории. Экс-чемпион мира по версии ВБО (WBO). Провёл 22 поединка, в которых одержал 19 побед. Участвовал в Олимпиаде 1984 года.
Утонул 29 мая 2004 во время морской прогулки. Его брат Эрлинг, кикбоксер, в том же году был арестован за ограбление банка и приговорён к 17 годам тюрьмы.

## Результаты боёв
| Бой | Дата | Соперник | Судьи | Место боя | Раундов | Результат | Дополнительно |
| --- | ---- | -------- | ----- | --------- | ------- | --------- | ------------- |
|     |      |          |       |           |         |           |               |
| Бой | Дата | Соперник | Судьи | Место боя | Раундов | Результат | Дополнительно |